# Manuel Feliciano Pereira de Carvalho
Manuel Feliciano Pereira de Carvalho (Rio de Janeiro, 8 de junho de 1806 - Rio de Janeiro, 11 de novembro de 1867) foi um médico brasileiro. Foi presidente da Academia Imperial de Medicina (Academia Nacional de Medicina). Foi professor do renomado médico espírita Dr Bezerra de Menezes " Médico dos Pobres" . 